# Oče naš (roman)
Roman Oče naš (1967) je nadaljevanje Zidarjevega romana Sveti Pavel (1965).

## Zgodba
Roman Sveti Pavel govori o bratih Žanu in Frenku Debevcu iz dolenjske vasi po drugi svetovni vojni. Žan je bil partizan, Frenk pa je bil med vojno belogardist, zato se je po vojni skrival po zidanicah. Ker je oblast po kmetijah in zidanicah iskala skrito vino, se je zatekel v zvonik cerkve sv. Pavla. Med prebivalci je vladalo sovraštvo do nove oblasti in strah pred njo, ker je pobirala pridelke in živino ter pretepala kmete. Frenkova žena je v dobro vseh vaščanov izdala skrivališče svojega moža.
V Očenašu se zgodba nadaljuje z Debevčevo aretacijo. Vaščani so Debevca močno spoštovali in so ga na poti od cerkve sv. Pavla do doma želeli na silo rešiti. Doma ga je čakal cel bataljon in džip, ki ga je zapeljal do zapora. Celico si je delil s Štefanom Lamovškom, ki je bil obsojen na smrt zaradi uboja učitelja. Lamovšek ga je prosil, naj mu izpolni zadnjo željo: poišče naj njegovo ženo ter ji pove, kje je skrit denar. Po Lamovškovi usmrtitvi je polkovnik Debevca obtožil za deportacije na Rab, zvez z Italijani in skrivanja pred oblastjo. V njegovo breme je pričal tudi Hinko Luzar, ki je leta 1942 prosil Debevca, naj mu pomaga rešiti mater, ker ji Italijani grozijo z internacijo; v zameno mu je ponudil zaščito pred partizani, ki so Debevcu grozili s smrtjo. 
Po Hinkovem odhodu se je v pogovor med polkovnikom in Debevcem vmešal avtor romana. Očital jima je, da speljujeta bralce vsak na svojo stran z obtoževanjem drug drugega. Pojasnil je, da bo vedno eden oblast in eden žrtev, oba pa sta nasilnika, zato se obema odpoveduje. Poudaril je, da Slovenci vedno branijo tisto, kar jih najbolj pogublja in da nikoli ne izražajo svojih misli. Očital je še, da slovenski učitelji učence zasužnjujejo, slovenski narod pa je opredelil kot narod izdajalcev, kakršnega ni na svetu. Polkovnika so avtorjeve besede raztogotile in zagrozil je, da ga lahko za predrznost obsodijo. Ker Debevec ni ničesar priznal, ga je polkovnik dal zapreti. 
V nadaljevanju je v vasi Zagorje nenadoma umrl ključar Jarc. Vaščani so ga najprej umili in se nato ob njem zbrali s kaplanom Guldom ob molitvi. Ob jedači in pijači se je med njimi razvnela tudi debata o Bogu, politiki in slovenstvu. Na sestanku KLO-ja (Krajevnega ljudskega odbora) so se sekretar in učitelji dogovarjali, kako bi kmete spravili v zadruge. Upraviteljici Pupsovi je bila dodeljena naloga, da je izpraševala otroke o političnem prepričanju doma in podatke pošiljala sekretarju. V učilnici so se zbrali vsi vaščani. »Predavatelj za razčiščevanje pojmov« je ljudstvu razložil, da se bodo morali vključiti v zadruge, ljudje pa so vzrojili, tako da sta morala sekretar in predavatelj pobegniti.

## Kritika in literarna zgodovina
Roman prikazuje odnos med kmetom in oblastjo v času zadružništva in nacionalizacije po drugi svetovni vojni. Z zgodbo se prepletajo folklorne scene (obsmrtno bedenje ob ključarju Jarcu), ki ponazarjajo eksistencialistične probleme prebivalstva.
Poglavja romana si sledijo brez kakšne stroge notranje strnjenosti. Zdi se, da je roman ciklus tematsko povezanih novel. V tekstu je v primerjavi s Svetim Pavlom zelo malo izpovednega. Pisatelj je pri slikanju partijskega sestanka povojnih aktivistov ironičen. Konec romana je odprt. (povzeto po Trekman, 1968)